# Красноярка (приток Алея)
Красноярка — река в России, протекает по Топчихинскому району Алтайского края. Устье реки находится в 47 км по правому берегу реки Алей. Длина реки составляет 10 км.

## Данные водного реестра
По данным государственного водного реестра России относится к Верхнеобскому бассейновому округу, водохозяйственный участок реки — Алей от Гилёвского гидроузла и до устья, речной подбассейн реки — бассейны притоков (Верхней) Оби до впадения Томи. Речной бассейн реки — (Верхняя) Обь до впадения Иртыша.